# The Great Gambini
The Great Gambini is een Amerikaanse misdaadfilm uit 1937 onder regie van Charles Vidor. Destijds werd de film in Nederland uitgebracht onder de titel De Grote Gambini.

## Verhaal
Een miljonair wordt dood aangetroffen in zijn appartement. Er zijn verschillende verdachten, waaronder diens verloofde en haar ouders, de butler en een bekende gedachtelezer, die de moord eerder had voorspeld.

## Rolverdeling
| Acteur           | Personage        |
| ---------------- | ---------------- |
| Akim Tamiroff    | De Grote Gambini |
| Marian Marsh     | Ann Randall      |
| John Trent       | Grant Naylor     |
| Genevieve Tobin  | Nancy Randall    |
| Reginald Denny   | William Randall  |
| Roland Drew      | Stephen Danby    |
| William Demarest | Brigadier Kirby  |
| Edward Brophy    | Butch            |
| Alan Birmingham  | Lamb             |
| Lya Rys          | Luba             |
| Ralph Peters     | Barman           |